# 甘地社会主义
甘地社会主义（英語：Gandhian socialism）是基于对圣雄甘地的理论的民族解读而形成的社会主义流派。甘地社会主义主要以甘地撰写的《印度自治》为核心。
甘地社会主义的特点包括：将政治和经济权力联邦化，表现出对技术现代化和大规模工业化的传统主义抵制，同时强调自我就业和自力更生。
右翼政党印度人民党领袖阿塔尔·比哈里·瓦杰帕伊以及该党的其他领导人在1980年代曾尝试将甘地社会主义作为该党的意识形态之一，以将其印度教民族主义立场温和化，但印度人民党未能因此在当时的选举中取得成功。